# Future of Life Institute
Ne doit pas être confondu avec Future of Humanity Institute.
Le Future of Life Institute (FLI, Institut pour l'avenir de la vie) est une association à but non lucratif dont les bureaux physiques sont à Bruxelles, Belgique et à Campbell, Etats-Unis. Sa mission est double : 
1. diminuer les risques existentiels menaçant l’humanité (ou dits extrêmes à grande échelle), en particulier ceux provenant de l’intelligence artificielle (IA); et
2. développer des visions optimistes de l'avenir, en particulier des façons positives de développer et d'utiliser de nouvelles technologies[1],[2].

Le travail de FLI comprend notamment l'octroi de subventions, la sensibilisation à l'éducation et le plaidoyer au sein des Nations unies, du gouvernement des États-Unis et des institutions de l'Union européenne.

## Histoire
FLI a été fondée en mars 2014 par Max Tegmark, cosmologiste à l'institut MIT, Jaan Tallinn, cofondateur de Skype, Viktoriya Krakovna, chercheuse à DeepMind, Meia Chita-Tegmark, chercheuse postdoctorale à l'université de Tufts, et Anthony Aguirre, physicien à l'UCSC.
Parmi les consultants de l'institut, on retrouve notamment l'informaticien Stuart Russell, le biologiste George Church, les cosmologistes Stephen Hawking et Saul Perlmutter, le physicien  Frank Wilczek, l'entrepreneur Elon Musk, ainsi que Alan Alda et Morgan Freeman,,.

## Opérations

### Plaidoyer
FLI contribue activement à l'élaboration des politiques en matière d'IA.
En Europe, FLI a plaidé avec succès pour l'inclusion de systèmes d'IA plus généraux, tels que GPT-4, dans le règlement sur l'intelligence artificielle de l'UE.
Aux Etats-Unis, en octobre 2023, le chef de la majorité au Sénat américain, Chuck Schumer, a invité le FLI à partager son point de vue sur la réglementation de l'IA avec certains sénateurs.
FLI plaide activement, aux côtés d'autres organisations, contre les deepfakes (hypertrucages) afin que ceux-ci soient interdits ainsi que contre les robots d'abattage.

### Subventions de recherches
En 2015, FLI a lancé le premier programme de subventions évalué par les pairs visant à garantir que l'intelligence artificielle (IA) reste sûre, éthique et bénéfique. Lors du premier cycle, FLI a accordé 6,5 millions de dollars à 37 chercheurs.
En 2018, le deuxième programme de subventions de la FLI était axé sur la sécurité de l'IA. En 2021, 2022 et 2023, FLI créait un nouveau programme de bourses doctorales et post-doctorales financé par le programmeur russo-canadien Vitalik Buterin.
En 2022, FLI subventionnait des projets de recherches spécifiquement afin d'approfondir la compréhension des conséquences d'une guerre nucléaire en se fondant sur des données probantes.
En 2024, FLI lançait un appel à propositions pour des recherches évaluant en détail l'impact de l'intelligence artificielle sur les objectifs de développement durable (ODD) relatifs à la pauvreté, aux soins de santé, à l'énergie et au changement climatique, et la manière dont on peut s'attendre à ce qu'elle ait un impact sur ces objectifs dans un avenir proche.
La même année, FLI lançait un autre appel à propositions de recherche dans le but de concevoir des mécanismes ou des institutions de gouvernance mondiale dignes de confiance, susceptibles de contribuer à stabiliser un avenir comportant 0, 1 ou plusieurs projets d'intelligence artificielIe générale.

### Conférences & évènements
Le 24 mai 2014, le FLI organisa une discussion sur l'avenir de la technologie (The Future of Technology: Benefits and Risks) au MIT, modérée par Alan Alda,,. Les participants étaient George Church (biologiste), Ting Wu (généticien), Andrew McAfee (en) (économiste), Frank Wilczek (physicien) et Jaan Tallinn,. La discussion portait sur de nombreux sujets, allant de l'avenir du génie biologique à l'éthique de l'intelligence artificielle et à la singularité,,.
Du 2 au 5 janvier 2015, le FLI organisa et hébergea la conférence « The Future of AI: Opportunities and Challenges » (L’avenir de l’IA : opportunités et défis), avec pour objectif d'identifier les directions de recherche les plus prometteuses pour bénéficier des avantages de l'IA. Durant la conférence, l'institut fit circuler une lettre ouverte sur l'intelligence artificielle qui fut par la suite signée par Stephen Hawking, Elon Musk, et de nombreux autres experts dont une centaine de sommités du monde de l'IA.
En 2017, la conférence d'Asilomar sur l'IA bénéfique, en Californie, un rassemblement privé que le New York Times a appelé "les gros noms de l'IA" (y compris Yann LeCun, Elon Musk et Nick Bostrom). L'institut a publié un ensemble de principes pour le développement responsable de l'IA, issus des discussions de la conférence et signés par Yoshua Bengio, Yann LeCun et de nombreux autres chercheurs en IA. Ces principes ont pu influencer la réglementation de l'intelligence artificielle et des initiatives ultérieures, telles que les principes de l'OCDE sur l'intelligence artificielle.
En 2019, la conférence bénéfique de l'intelligence artificielle générale à Porto Rico (2019), avait pour objectif de répondre à des questions de long terme afin de garantir que l'intelligence artificielle générale soit bénéfique pour l'humanité.

### Récompenses
Le prix "Future of Life" rend hommage à des personnes qui, sans avoir bénéficié d'une grande reconnaissance au moment de leurs réalisations, ont contribué à rendre le monde d'aujourd'hui bien meilleur qu'il n'aurait pu l'être autrement.
Le prix a été attribué : 
- en 2017, à la famille du défunt Vasili Arkhipov pour avoir à lui seul, en 1962, probablement évité au monde une guerre nucléaire au plus fort de la crise des missiles de Cuba[32] ;
- en 2018, à la famille du défunt Stanilas Petrov dont le jugement courageux le 26 septembre 1983 a probablement permis d'éviter une frappe nucléaire pendant la guerre froide, qui aurait pu facilement dégénérer en un conflit nucléaire ouvert[33] ;
- en 2019, à Matthew Meselson pour son travail en faveur de la Convention sur l'interdiction des armes biologiques de 1972, une interdiction internationale de mise au point, de fabrication et stockage des armes bactériologiques (biologiques) ou à toxines et sur leur destruction[34] ;
- en 2020, à la famille du défunt Dr. Viktor Zhdanov et à Dr. William Foege pour leur contribution à l'éradication du virus de la variole[35] ;
- en 2021, à Stephen Andersen, Susan Solomon et Joseph Farman, aujourd'hui décédé pour leurs contributions essentielles au protocole de Montréal de 1987 permettant de protéger la couche d'ozone [36] ;
- en 2022, à Jeannie Peterson, Paul Crutzen, John Birks, Richard Turco, Brian Toon, Carl Sagan, Georgiy Stenchikov, et Alan Robock pour avoir réduit le risque de guerre nucléaire en développant et en vulgarisant la science de l'hiver nucléaire[37] ;
- en 2023, à Nicholas Meyer, Edward Hume, Brandon Stoddard, Walter F. Parkes, et Lawrence Lasker pour avoir réduit le risque de guerre nucléaire grâce au pouvoir de la narration[38].

## Lettres ouvertes

### Lettre ouverte sur les armes autonomes létales
En 2018, FLI a rédigé une lettre appelant à l'adoption de "lois contre les armes autonomes létales". Parmi les signataires figuraient Elon Musk, Demis Hassabis, Shane Legg et Mustafa Suleyman.

### Lettre ouverte sur une pause dans l'IA
En mars 2023, FLI a publié une lettre ouverte appelant à une pause dans le développement de systèmes d'IA plus puissants que le GPT-4,.

### Lettre ouverte pour les dirigeants mondiaux
En 2024, Max Tegmark, président de la FLI, a publié une lettre avec Mary Robinson, présidente de l'ONG Global Elders, dans Le Monde, exhortant les dirigeants mondiaux à prendre des mesures urgentes face aux menaces existentielles.

### Articles dans les médias
- (en) Artificial Intelligence a Threat?, dans The Chronicle of Higher Education, avec des interviews de Max Tegmark, Jaan Tallinn et Viktoriya Krakovna.
- (en) An Open Letter to Everyone Tricked into Fearing Artificial Intelligence, dans Popular Science (14 janvier 2015).
- (en) Michael del Castillo, « Startup branding doesn’t hide apocalyptic undertones of letter signed by Elon Musk », Upstart Business Journal, 15 janvier 2015.
- (en) Edd Gent, « Ex Machina movie asks: is AI research in safe hands? », Engineering & Technology, 21 janvier 2015.